# Nik Breidenbach
Nik Breidenbach (* 4. Juli 1970 in Siegen) ist ein deutscher Schauspieler.

## Leben
Nach seiner Schauspielausbildung folgten von 1993 bis 2000 große Engagements in den Theaterhäusern von Hamburg, Wien, Düsseldorf und Berlin. In Wien spielte er auch in der Urbesetzung des Musicals Tanz der Vampire die Rolle des homosexuellen Herbert von Krolock und spielte den  Franz Joseph I. (Österreich-Ungarn) in dem Musical Elisabeth.
Im Jahr 2001 gab Breidenbach nach seiner Theaterkarriere sein Fernsehdebüt in der ARD-Vorabendserie Verbotene Liebe. Von 2006 bis 2007 war er in Die 13½ Leben des Käpt’n Blaubär (Musical) als Erstbesetzung des Stollentrolls zu sehen. Vom 1. Februar 2007 bis zum Mai 2009 spielte er die Rolle des Alexander Cöster in der RTL-Seifenoper Gute Zeiten, schlechte Zeiten. Bis zum 30. April 2008 stand Breidenbach als C.C. Baxter in dem Musical Das Apartment im Theater am Kurfürstendamm in Berlin auf der Bühne.

## Filmografie (Auswahl)
- 2007–2009: Gute Zeiten, schlechte Zeiten
- 2020: Der Liebhaber meiner Frau
- 2022: Fritzie – Der Himmel muss warten (Fernsehserie, Folge Geplatzte Träume)